# Agraffe (Ornament)

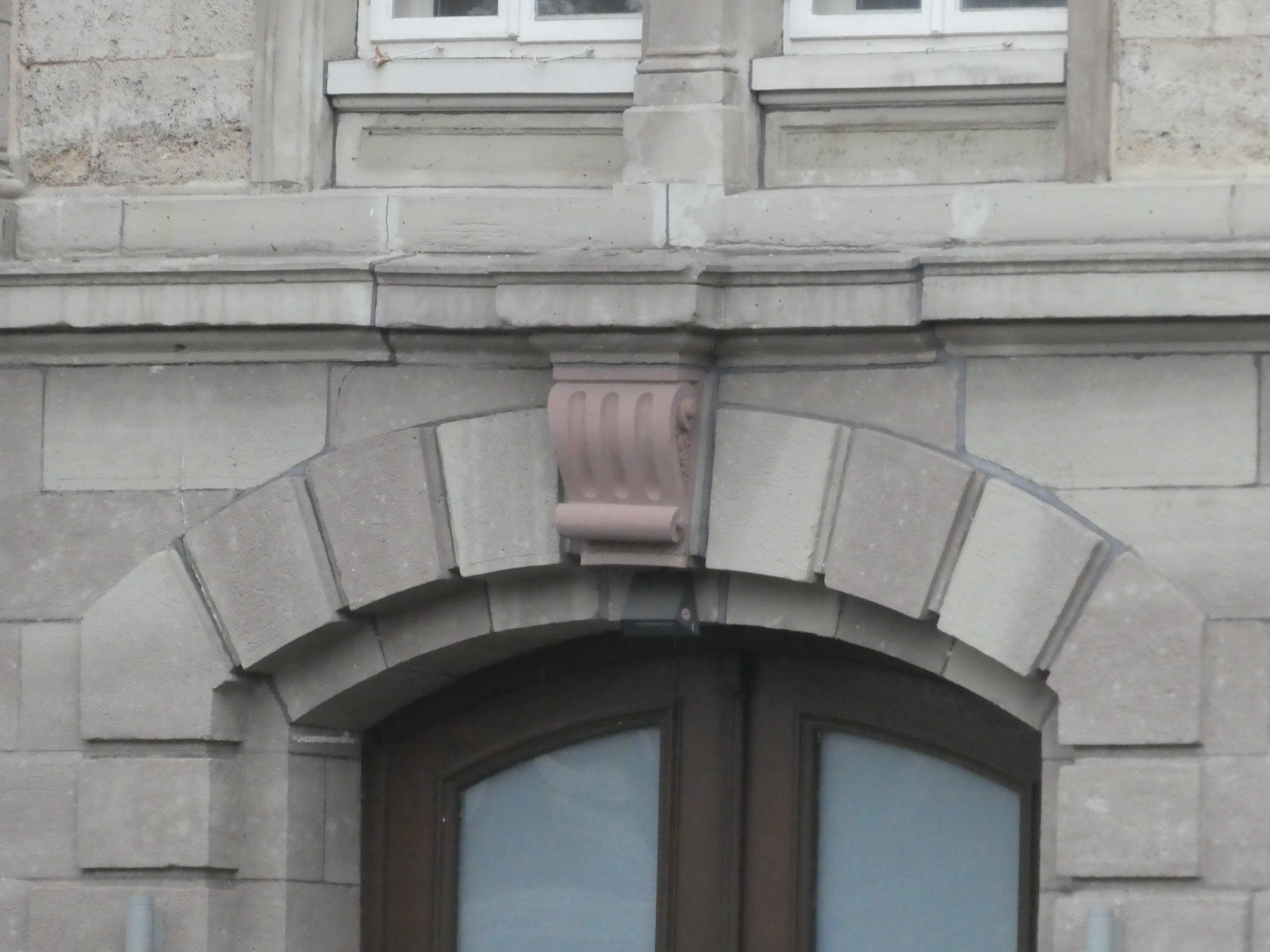
Agraffe an einem Segmentbogentor, erbaut 1885 (Göttingen, Bürgerstraße 38, Turnhalle)

Agraffe (vom französisch agrafe) bezeichnet in der Architektur den ornamental besonders hervorgehobenen Schlussstein in einem Bogen.

## Beschreibung und Verwendung
Agraffen als Bogen-Schlusssteine sind oft größer sowie auffälliger gestaltet als die übrigen Keilsteine und bilden im engeren Sinne eine Überleitung und gestalterisch ‚tragende‘ Verbindung des Bogens zum darüberlaufenden Fassadengesims. Im weiteren Sinne wird der Begriff Agraffe in der Architektur für alle besonders verzierten Schlusssteine verwendet.

Die klassische Agraffe zeigt eine konsolartige Volute, es gibt jedoch auch Medaillons oder Reliefs mit figürlichem Schmuck. Gerne sind auch Familienwappen oder Jahreszahlen eingearbeitet worden. Agraffen waren in der Renaissance und Barockzeit sehr beliebt und zeigten dann plastisch herausgearbeitete Reliefs und Figuren. Auch im Interieur findet man Agraffen z. B. an Bilderrahmen, Spiegeln oder Kamineinfassungen.

Beispiele
Schlichte Agraffe am Torbogen der Waalse Kerk in Maastricht, 1732
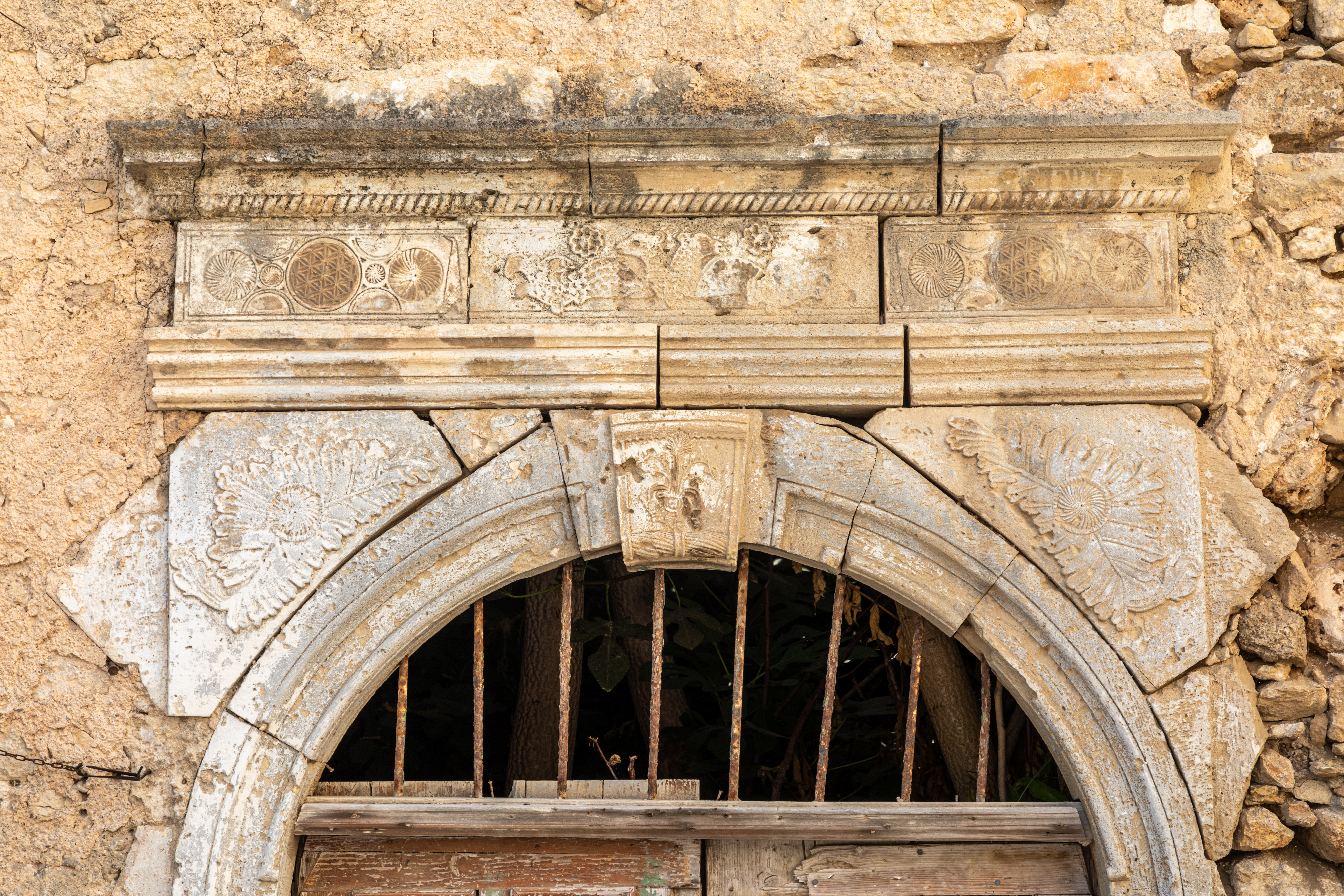
Reliefierte Agraffe an einem Torbogen in Rethymno
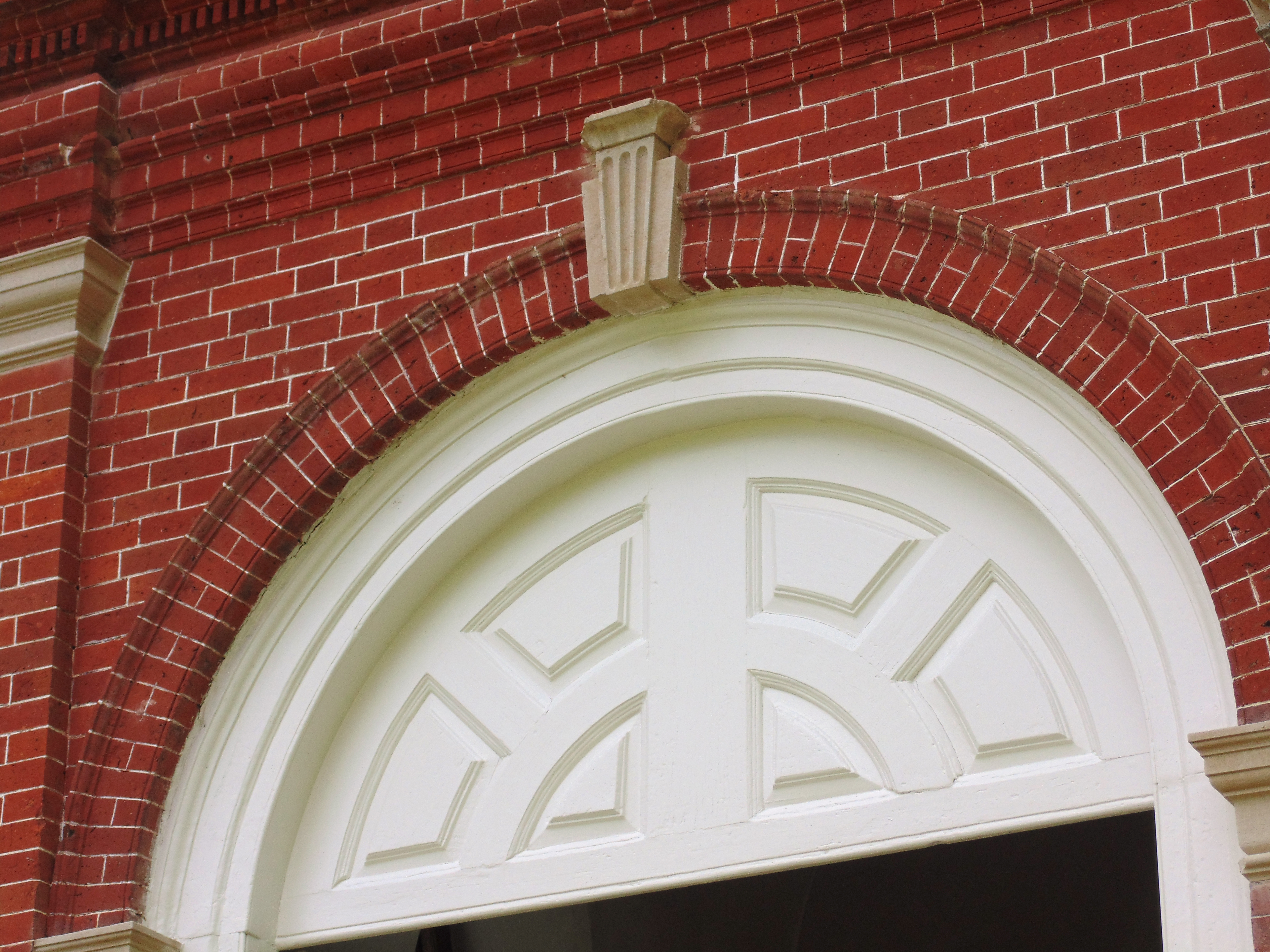
Sandtstein-Agraffe an einem Mauerziegel-Torbogen (Virginia)
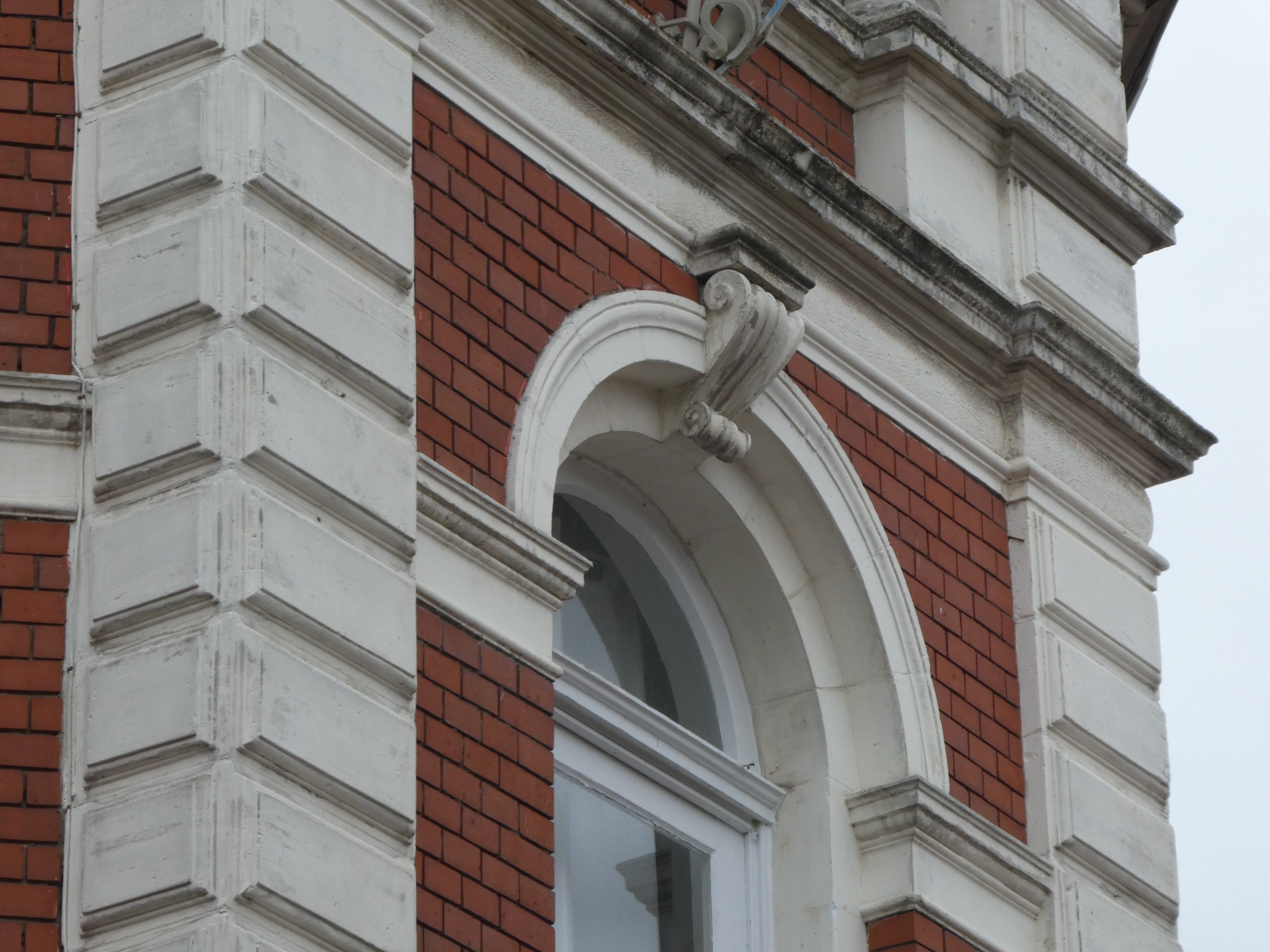
Voluten-Agraffe an einem Rundbogenfenster, erbaut 1891 (Göttingen, Wendenstraße 8A)
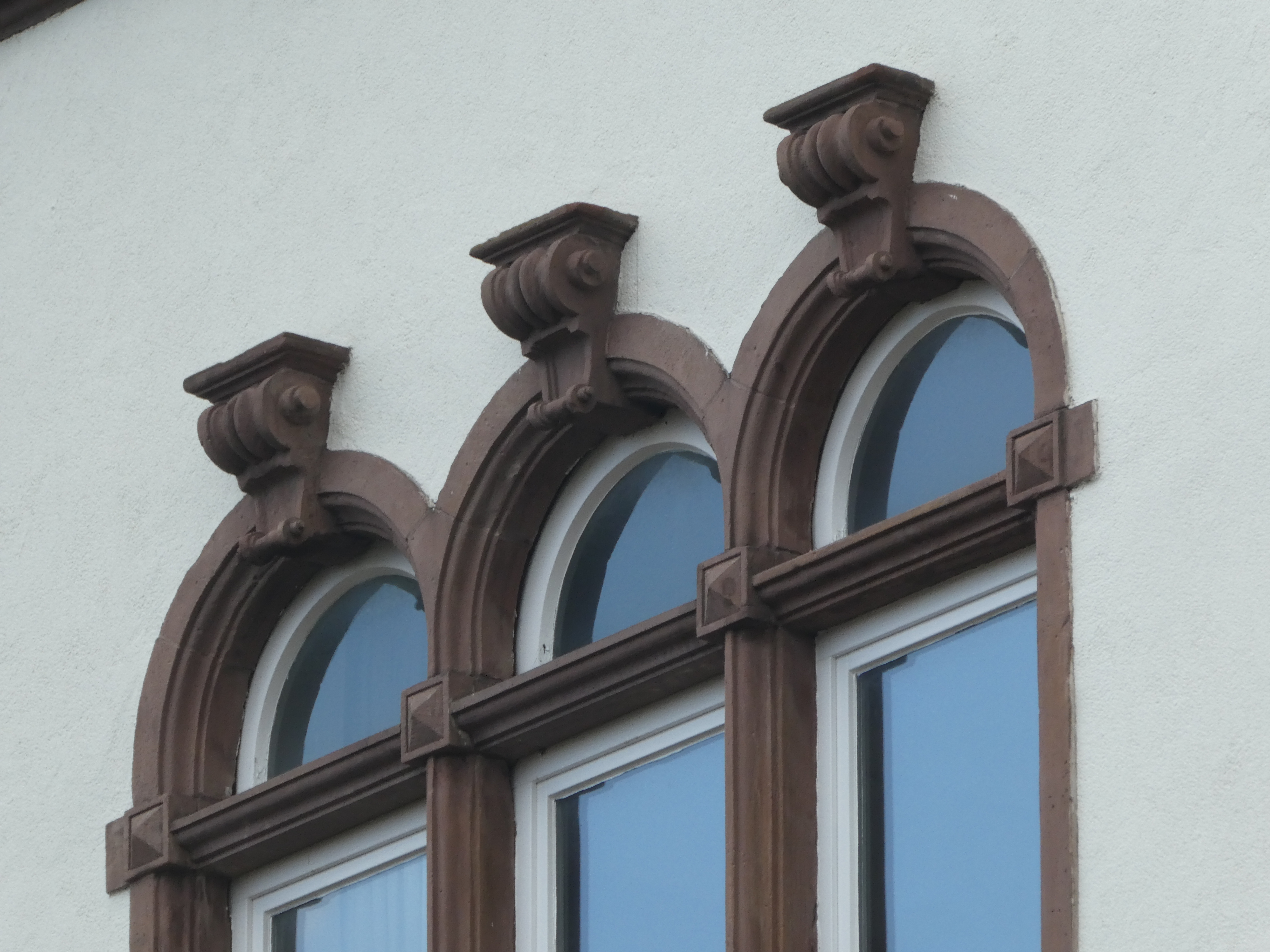
Drei stilisierte Voluten-Agraffen an Rundbogenfenstern, ohne aufliegendes Gesims (Göttingen, Hanssenstraße 6)
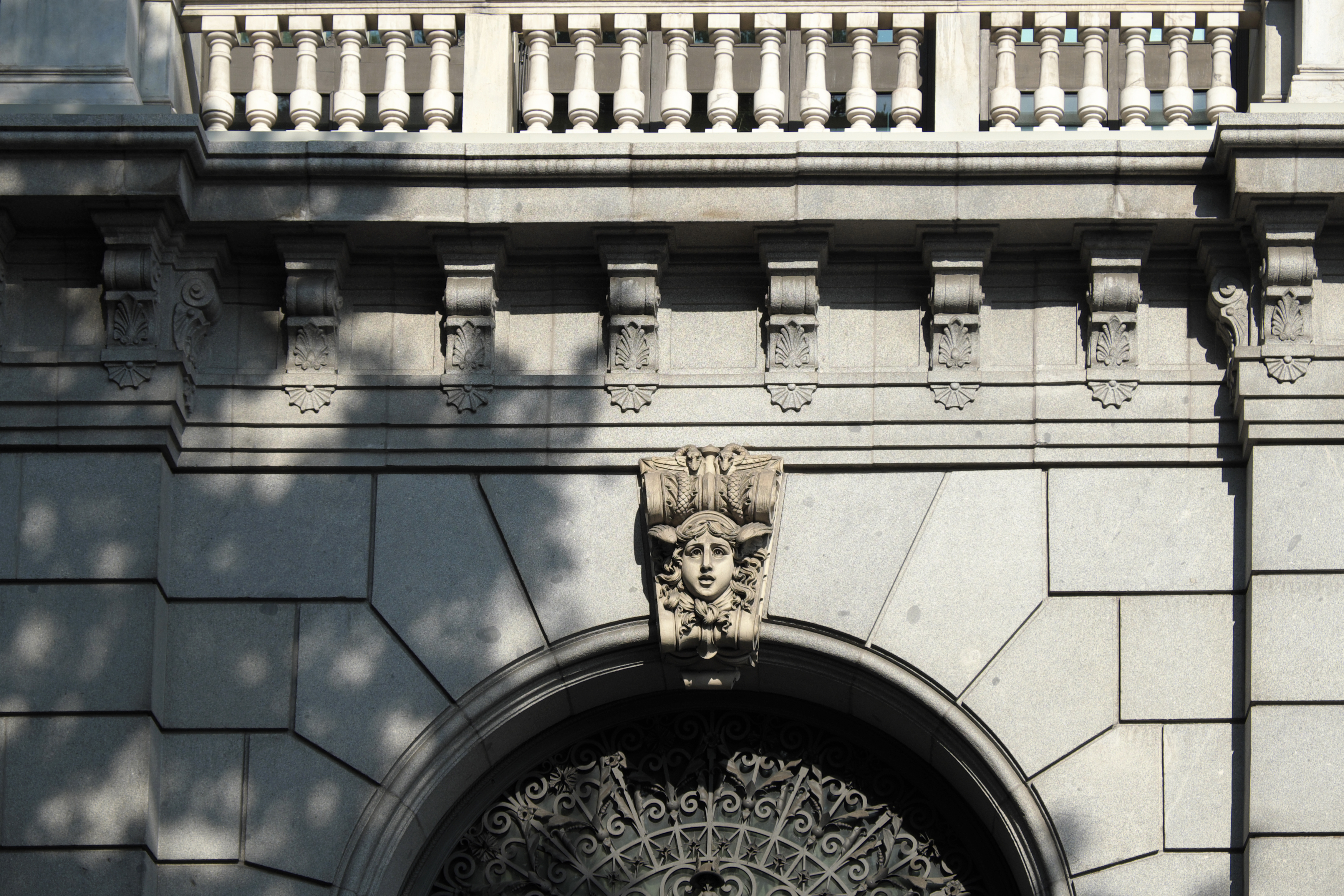
Plastisch verzierte Agraffe am Torbogen eines Bankgebäudes in Madrid
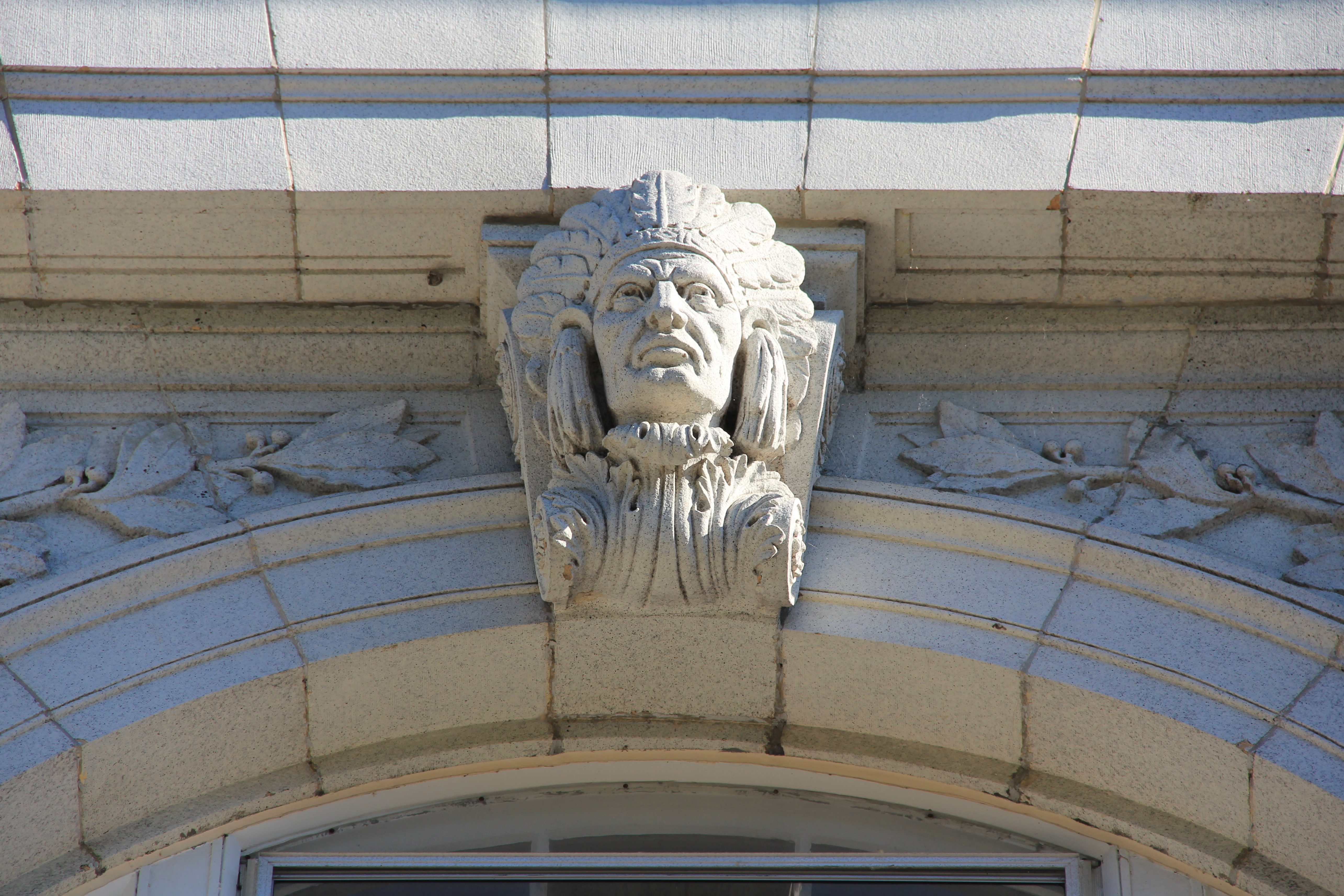
Agraffe mit Bildschmuck an einem Fensterbogen des Rathauses in Little Falls
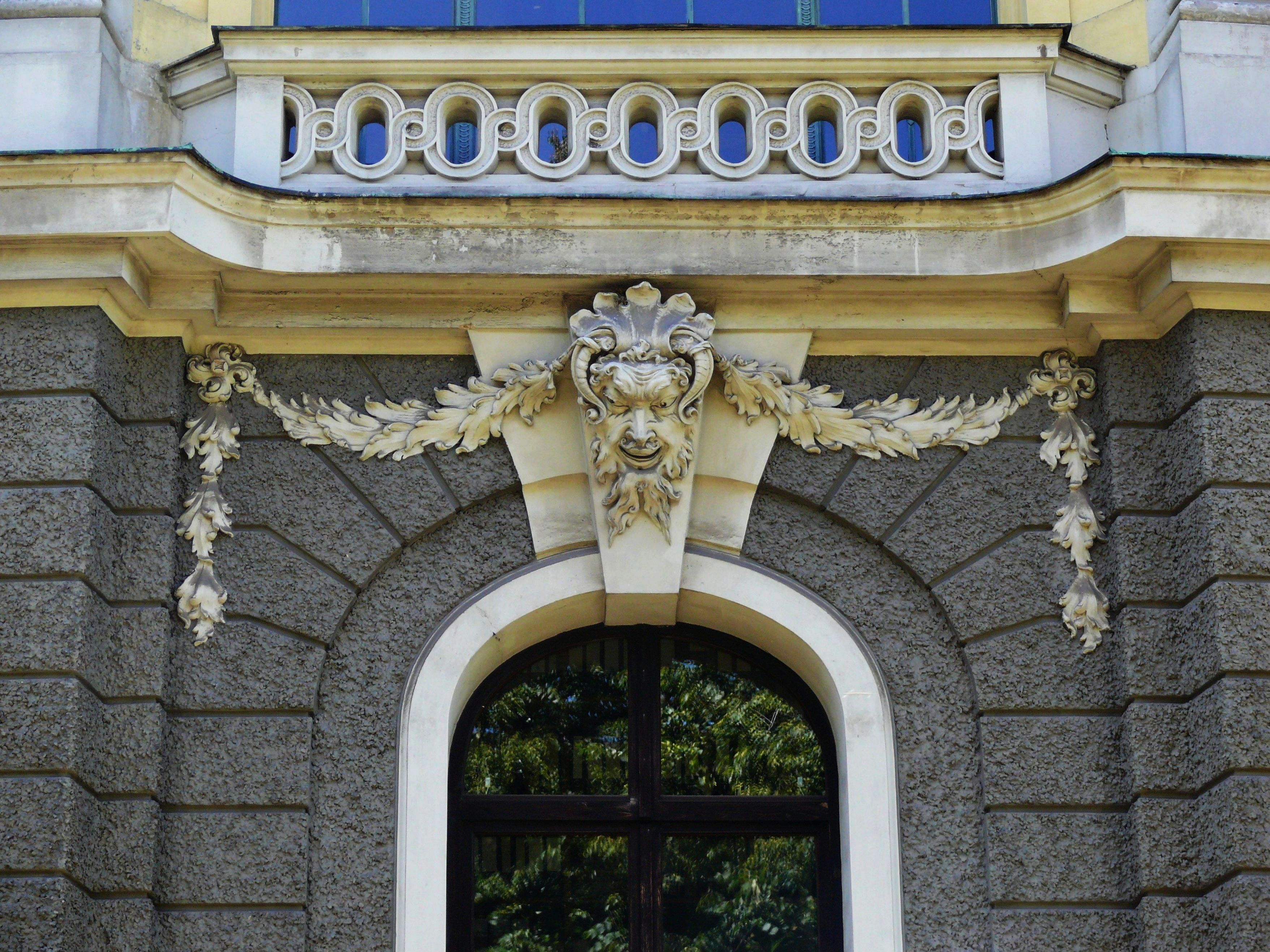
Prächtig ausgestaltete Agraffe an einem Fenster der neubarocken Staats- und Stadtbibliothek Augsburg, 1893
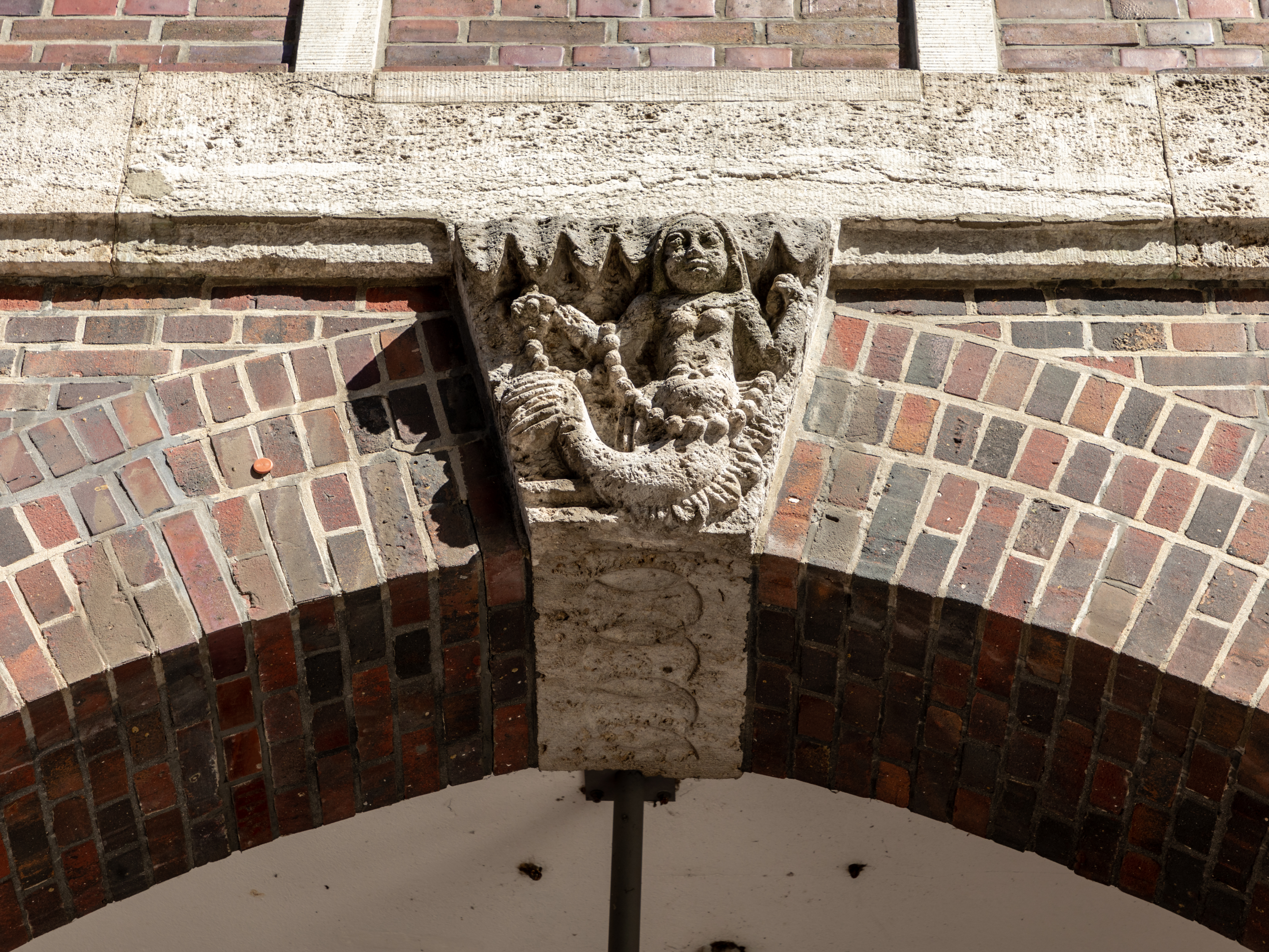
Plastisch verzierte Agraffe am Torbogen von Haus Rohlandseck in Bremen, 1914

## Historische Beschreibungen
In J. G. Krünitz’ Oeconomischer Encyclopädie von 1782 liest man: „Agrafe, Agraffe, heißt bey den Bildhauern ein Zierath an dem Schlusse eines Bogens, eines Fensterrahmens, einer Thüre, eines Spiegels, eines Bilderrahmens, u. d. gl.“
Nach Otto Luegers Lexikon der gesamten Technik und ihrer Hilfswissenschaften von 1904 handelt es sich um eine  „sich in Hakenform um die Bogenglieder schlingende Schlußsteinverzierung der Spätrenaissance in Form eines Medaillons, Schildes u. s. w.“